# Snooker Shoot Out 2017
Snooker Shoot-Out 2017 – piętnasty rankingowy turniej snookerowy w sezonie 2016/2017. Odbył się w dniach 23–26 lutego 2017 roku w Watford Colosseum w Watford. Była to siódma edycja tych zawodów (po raz pierwszy były to zawody wliczanie do rankingu).

## Nagrody finansowe
Zwycięzca: £32 000

Finalista: £16 000 

Półfinał: £8 000 

Ćwierćfinał: £4 000 

Ostatnia 16: £2 000 

Ostatnia 32: £1 000 

Ostatnia 64: £500 
Najwyższy break: £2 000
Łączna pula nagród: £130 000

## Wyniki turnieju

### Runda 1
23 lutego - 13:00

- Mei Xiwen 40-74  Robin Hull
- Duane Jones 18-32  Akani Songsermsawad
- Zhou Yuelong 22-74  Jack Lisowski
- Sanderson Lam 7-80  Bradley Jones
- Mark Joyce 61-41  Joe Perry
- Liam Highfield 60-4  Oliver Brown
- Ian Burns 39-42  Daniel Wells
- Igor Figueiredo 4-80  John Astley
- Nigel Bond 46-36  Mark Allen
- James Cahill 55-23  Robbie Williams
- Alex Borg 35-89  Thepchaiya Un-Nooh
- Anthony McGill 43-22  Oliver Lines
- Sean O’Sullivan 8-94  Dominic Dale
- Craig Steadman 16-52  Jak Jones
- Michael White 64-24  Alan McManus
- Boonyarit Keattikun 15-67  Steven Hallworth
- Darryl Hill 47-26  Kurt Maflin
- Scott Donaldson 52-43  Thor Chuan Leong
- Mark King 50-43  Adam Duffy
- Cao Yupeng 65-5  Marc Davis
- Michael Holt 29-28  Joshua Thomond
- David John 84-0  Charlie Walters
- Eden Szaraw 59-33  Gareth Allen
- Hatem Yassen 4-37  Barry Hawkins

23 lutego - 20:00

- Louis Heathcote 1-78  Jimmy White
- Michael Collumb 6-54  Joe Swail
- Michael Wild 30-47  Daniel Womersley
- Jamie Curtis-Barrett 58-18  Sam Baird
- Zhao Xintong 47-43  Mark Davis
- Sam Craigie 68-14  Mike Dunn
- Adam Stefanów 37-68  Fang Xiongman
- Rod Lawler 4-30  Xiao Guodong
- Dechawat Poomjaeng 22-56  Fraser Patrick
- Josh Boileau 11-58  Zhang Yong
- Yan Bingtao 19-56  Hossein Vafaei
- Sydney Wilson 4-92  Andy Hicks
- Matthew Selt 7-69  Jason Weston
- Itaro Santos 26-108  Chen Zhe
- Chris Wakelin 66-16  Tom Ford
- Graeme Dott 96-0  Mitchell Mann

24 lutego - 13:00

- Aditya Mehta 35-45  Ken Doherty
- Lee Walker 44-50  Luca Brecel
- Andrew Higginson 65-34  Ian Preece
- Rhys Clark 32-29  Rory McLeod
- Fergal O’Brien 79-0  Ryan Day
- Zhang Anda 39-67  Shaun Murphy
- Liang Wenbo 109-1  Matthew Stevens
- Alfred Burden 51-24  Ben Woollaston
- Zak Surety 13-57  Robert Milkins
- Ross Muir 43-32  Martin O’Donnell
- Kurt Dunham 32-64  Stuart Carrington
- David Gilbert 39-25  Wang Yuchen
- Kyren Wilson 7-48  David Grace
- Tian Pengfei 43-20  Peter Lines
- Jimmy Robertson 94-17  Elliot Slessor
- Allan Taylor 64-22  Christopher Keogan
- Jamie Cope 16-68  Michael Georgiou
- Hammad Miah 27-67  Ricky Walden
- Ashley Hugill 66-32  Paul Davison
- Li Hang 48-13  Brandon Sargeant
- Gary Wilson 8-61  Anthony Hamilton
- Noppon Saengkham 54-18  Martin Gould
- Hamza Akbar 53-48  Stuart Bingham
- Jamie Jones 9-62  Mark Williams

### Runda 2
- 24 lutego - 20:00
  -  Shaun Murphy 56-8  John Astley
  -  Jason Weston 40-69  Alfred Burden
  -  David John 13-50  Liam Highfield
  -  Zhao Xintong 19-60  Ken Doherty
  -  David Gilbert 40-6  Akani Songsermsawad
  -  Rhys Clark 1-72  Jimmy Robertson
  -  Mark King 52-30  Andrew Higginson
  -  Michael Holt 8-30  Ross Muir
  -  Jimmy White 45-44  Chen Zhe
  -  Chris Wakelin 33-53  Jack Lisowski
  -  Jamie Curtis-Barrett 12-30  Anthony McGill
  -  Mark Joyce 23-32  Sam Craigie
  -  Cao Yupeng 42-32  Liang Wenbo
  -  Daniel Wells 56-42  Thepchaiya Un-Nooh
  -  Dominic Dale 78-24  Hossein Vafaei Ayouri
  -  Robin Hull 18-25  Fergal O’Brien
- 25 lutego - 20:00
  -  Barry Hawkins 25-61  Eden Szaraw
  -  Fang Xiongman 0-115  Anthony Hamilton
  -  Nigel Bond 32-66  Zhang Yong
  -  Ashley Hugill 61-8  Stuart Carrington
  -  Michael Georgiou 73-1  Ricky Walden
  -  Hamza Akbar 8-77  Xiao Guodong
  -  Joe Swail 56-16  Allan Taylor
  -  Li Hang 32-16  Graeme Dott
  -  Luca Brecel 34-17  Scott Donaldson
  -  Steven Hallworth 58-1  Michael White
  -  Noppon Saengkham 35-54  James Cahill
  -  Fraser Patrick 3-50  Jak Jones
  -  Darryl Hill 34-27  Bradley Jones
  -  Daniel Womersley 56-39  Robert Milkins
  -  Tian Pengfei 35-55  David Grace
  -  Andy Hicks 58-35  Mark Williams

### Runda 3
26 lutego - 13:00

- Zhang Yong 15-58  Andy Hicks
- Joe Swail 26-40  Jak Jones
- James Cahill 1-63  Ken Doherty
- Sam Craigie 37-61  Shaun Murphy
- Cao Yupeng 85-10  Jimmy Robertson
- David Grace 54-11  Dominic Dale
- Fergal O’Brien 61-46  Liam Highfield
- Luca Brecel 0-98  Anthony Hamilton
- Anthony McGill 57-28  Mark King
- Ashley Hugill 6-41  Michael Georgiou
- Xiao Guodong 24-21  Daniel Womersley
- Jack Lisowski 60-22  Eden Szaraw
- Darryl Hill 13-60  Li Hang
- Alfred Burden 12-50  David Gilbert
- Daniel Wells 24-48  Steven Hallworth
- Ross Muir 71-0  Jimmy White

### Runda 4
26 lutego - 19:00

- Anthony Hamilton 71-5  Ross Muir
- Andy Hicks 38-15  Michael Georgiou
- Shaun Murphy 73-29  Jak Jones
- Jack Lisowski 0-78  Anthony McGill
- Xiao Guodong 68-9  Ken Doherty
- Cao Yupeng 14-58  David Grace
- Fergal O’Brien 1-79  David Gilbert
- Li Hang 30-50  Steven Hallworth

### Ćwierćfinały
26 lutego - 21:00

- Xiao Guodong 23-14  David Gilbert
- Anthony Hamilton 19-36  Anthony McGill
- Shaun Murphy 76-16  David Grace
- Andy Hicks 24-17  Steven Hallworth

### Półfinały
26 lutego - 22:00
- Xiao Guodong 73-0  Andy Hicks
- Anthony McGill 64-41  Shaun Murphy

### Finał
26 lutego - 22:30
- Xiao Guodong 19-67  Anthony McGill